# Ongghonia dashzevegi
Ongghonia dashzevegi és una espècie extinta de petit mamífer prehistòric que forma part de la família Leptictidae i que fou descrit per Kellner i McKenna el 1996. Se n'han trobat restes fòssils al jaciment d'Ulaan Khongil (Mongòlia).